# Bataille de Bordeaux (football)
Pour l’article homonyme, voir Bataille de Bordeaux.
Le match Brésil - Tchécoslovaquie du 12 juin 1938 comptant pour les quarts de finale de la Coupe du monde de football de 1938, surnommé bataille de Bordeaux, est une rencontre mémorable entre l'équipe du Brésil et l'équipe de Tchécoslovaquie.

## Feuille du match
| 12 juin 1938                        | Brésil | 1 - 1 a. p. | Tchécoslovaquie                                                                                 | Parc Lescure (Bordeaux)                          |                                                  |
| 17 h 00 · Historique des rencontres | Leônidas 30e | (1 - 0)     | Nejedlý 65e (pen.)                                                                              | Spectateurs : 22 021 Arbitrage : Pál von Hertzka | Spectateurs : 22 021 Arbitrage : Pál von Hertzka |
| 17 h 00 · Historique des rencontres | |             |                                                                                                 | Spectateurs : 22 021 Arbitrage : Pál von Hertzka | Spectateurs : 22 021 Arbitrage : Pál von Hertzka |
| 17 h 00 · Historique des rencontres | Walter - Domingos da Guia, Machado ( 44e) - Zezé Procópio ( 14e), Martim , Afonsinho - Lopes, Romeu, Leônidas, Perácio, Hércules | Équipes     | Plánička - Burgr, Daučík - Košťálek, Bouček, Kopecký - Říha ( 44e), Šimůnek, Ludl, Nejedlý, Puč | Spectateurs : 22 021 Arbitrage : Pál von Hertzka | Spectateurs : 22 021 Arbitrage : Pál von Hertzka |

## Contexte

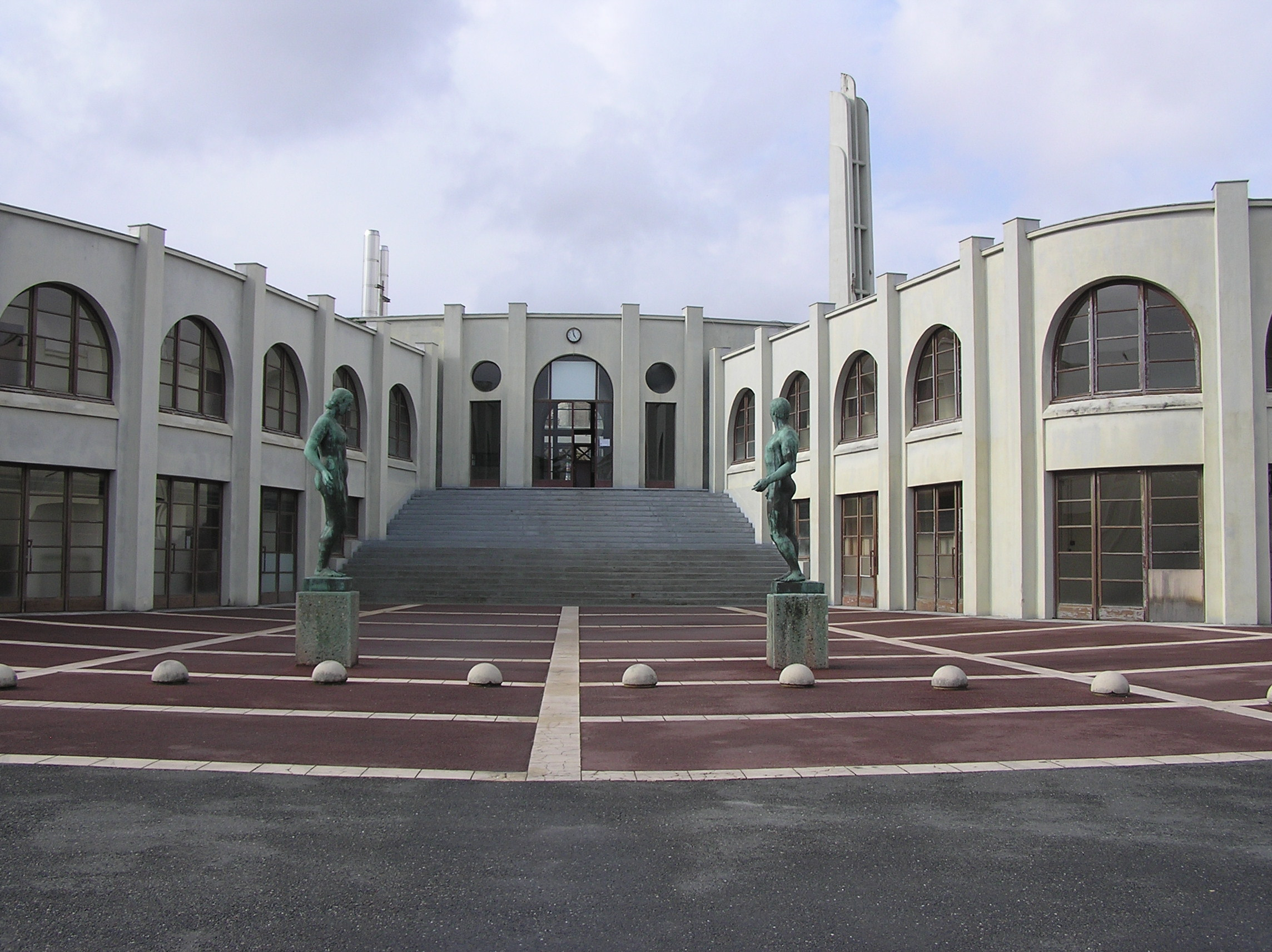
Le Parc Lescure, à Bordeaux.

En 1933, le maire de Bordeaux Adrien Marquet décide de construire un nouveau stade, un projet qu'il confie aux architectes Raoul Jourde et Jacques D'Welles. Cette réalisation s'inscrit dans une série d'équipements publics d'une architecture Art-déco, comme la nouvelle Bourse du travail, la piscine Judaïque, les abattoirs. Ce stade, nommé Parc Lescure en l'honneur des anciens propriétaires du terrain, succède à l'ancien Parc des Sports des années 1920.
Le nouveau Parc Lescure est sélectionné pour faire partie des onze stades accueillant les matchs de la Coupe du monde de football de 1938, qui se déroule en France pour la première fois. Le match Brésil - Tchécoslovaquie est programmé le 12 juin 1938 comme match inaugural de la nouvelle enceinte.
Les deux équipes ayant la réputation de pratiquer un jeu « spectaculaire », l'affiche est considérée comme « alléchante » par les médias et le public bordelais.

## Parcours des deux équipes
Le Brésil est la seule équipe avec l'Argentine à participer aux éliminatoires de la zone Amérique du Sud. Du fait de la décision de la FIFA d'organiser de nouveau la Coupe du monde en Europe (et non en Amérique du Sud comme prévu initialement par respect du principe d'alternance entre les continents), l'Argentine se retire, le Brésil se qualifie donc sans disputer de match. Par la suite, en huitième de finale, le Brésil bat la Pologne 6-5 après prolongation à Strasbourg.
Lors des tours préliminaires, la Tchécoslovaquie est affectée au groupe 7, où elle doit affronter la Bulgarie lors de matchs aller-retour pour déterminer l'équipe qualifiée pour la Coupe du monde. Après un nul 1-1 à Sofia, la Tchécoslovaquie obtient son billet grâce à une large victoire 6-0 à domicile au match retour. En huitièmes de finale, la Tchécoslovaquie s'impose 3-0 après prolongation face aux Pays-Bas, au Havre.

## Déroulement de la rencontre
Le match, baptisé la « bataille de Bordeaux », voit se dérouler une rare violence : Plánička et Nejedlý subissent une fracture respectivement au bras droit et la jambe droite. Tandis que Nejedlý ne termine pas le match, Plánička continue vaillamment de garder le but tchécoslovaque durant la deuxième mi-temps et la prolongation. Košťálek, touché à l'estomac, Leônidas et Perácio, blessés eux aussi, sortent du terrain avant la fin de la prolongation.
À cette époque, les cartons rouges n'existaient pas, c'est donc simplement oralement que l'arbitre Pál von Hertzka signifie les expulsions aux joueurs concernés.

## Conséquences
En raison du score nul, le match sera rejoué le 14 juin 1938 et remporté par le Brésil. C'est le dernier match rejoué en Coupe du monde de football avant 1970 et l'instauration des tirs au but.
Le match, considération faite de son statut de rencontre inaugurale du Parc Lescure, est entré dans l'histoire de Bordeaux comme un évènement sportif majeur. Dès le lendemain, le journal  La Liberté du Sud-Ouest  titre « l'inauguration du stade municipal a constitué un évènement sans précédent dans les annales de la cité bordelaise ». En 1998, Bernard Guiraudon, qui a assisté à la rencontre, affirme à son sujet « c'était la première fois qu'il y avait un grand match à Bordeaux ».